# Flora (microbiología)

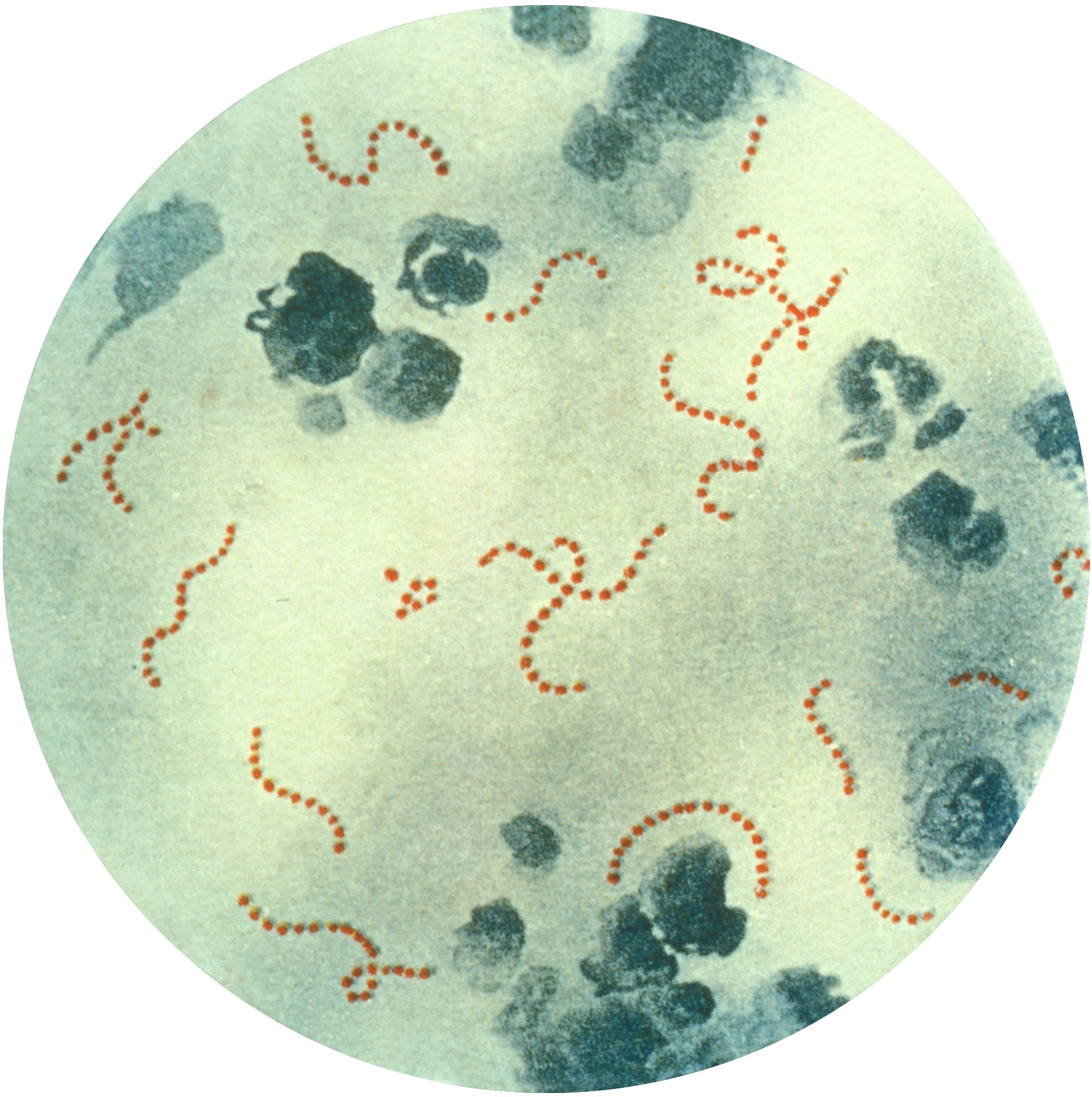
Microfotografía de la bacteria Streptococcus pyogenes de la microflora, 900x Mag.

En microbiología, las bacterias colectivas y otros microorganismos en un huésped se conocen históricamente como flora. Aunque la microflora se usa comúnmente, el término microbiota se está volviendo más común, ya que microflora es un nombre inapropiado. Flora pertenece al reino Plantae. La microbiota incluye arqueas, bacterias, hongos y protistas. La microbiota con características similares a las de los animales se puede clasificar como microfauna.

## Historia
Los términos "Flora" y "Fauna" fueron utilizados por primera vez por Carl Linnaeus de Suecia en el título de su obra de 1745 Flora Suecica y Fauna Suecica. En ese momento, la biología se centró en macroorganismos. Más tarde, con el advenimiento de la microscopía, los nuevos microorganismos ubicuos descubiertos se ajustaron a este sistema. Luego, Fauna incluyó organismos en movimiento (animales y protistas como "microfauna") y Flora los organismos sin movimiento aparente (plantas/hongos; y bacterias como "microflora"). Los términos "microfauna" y "microflora" son comunes en libros antiguos, pero recientemente han sido reemplazados por el término más adecuado microbiota. La microbiota incluye arqueas, bacterias, hongos y protistas.

## Clasificación de microflora
La microflora se agrupa en dos categorías según el origen del microorganismo.
- Flora autóctona. Bacterias y microorganismos nativos del medio huésped.
- Flora alóctona. Microorganismos temporales no nativos del entorno huésped.

## Roles
Microflora es un término que se refiere a una comunidad de bacterias que existen en el cuerpo o dentro de él y que poseen una relación ecológica única con el huésped. Esta relación abarca una amplia variedad de microorganismos y las interacciones entre microbios. Estas interacciones son a menudo relaciones mutualistas entre el huésped y la flora autóctona. La microflora responsable de enfermedades nocivas suele ser la flora alóctona.
El término moderno es "microbioma" e incluye microorganismos que tienen diferentes funciones en los ecosistemas o huéspedes, incluidos los organismos de vida libre u organismos asociados a los huéspedes, tales como animales (incluidos los seres humanos) o plantas.

## Proyectos
En 2008, los Institutos Nacionales de Salud comenzaron el Proyecto Microbioma Humano diseñado para ayudar a comprender las implicaciones para la salud de la flora bacteriana humana. Los biólogos creen que la flora bacteriana puede desempeñar algún papel en trastornos como la esclerosis múltiple. Además, el estudio de la flora puede tener beneficios industriales como los suplementos dietéticos como los probióticos. Se piensa que los microorganismos vivos en los probióticos tienen efectos positivos en la salud y se han utilizado en estudios sobre enfermedades gastrointestinales y alergias.
En 2014, "The Earth Microbiome project" propuso una amplia iniciativa para identificar la diversidad y la importancia de la microbiota en diferentes ecosistemas de todo el planeta, incluida la microbiota de vida libre (en sistemas acuáticos y terrestres) y la microbiota asociada al hospedador (asociada a plantas y animales).